# Турнир
Турнир (од фр. tournoi) је првобитно означавао борбу два витеза, у средњем веку. Турнири су се приређивали на дворовима (француски, енглески, немачки...) где су борци (супарници) учествовали у међусобној борби на коњу са мачем, копљем и штитом. Борба је била по строго дефинисаним правилима и у њој су учествовали искључиво племићи.
Данас се под турниром подразумевају спортска такмичења најчешће у појединачним спортовима: шах, тенис, голф, карате, бокс... али и у екипним спортовима: фудбал, кошарка, рукомет, одбојка... На турнирима учествује више појединаца или екипа и могу бити распоређени по групама.